# Бріоне (провінція Тренто)
Бріоне (італ. Brione) — колишній муніципалітет в Італії, у регіоні Трентіно-Альто-Адідже, провінція Тренто. З 1 січня 2016 року Бріоне (провінція Тренто) є частиною новоствореного муніципалітету Борго-Кєзе.
Бріоне розташоване на відстані близько 480 км на північ від Рима, 50 км на південний захід від Тренто.
Населення — 125 осіб (2014).

## Демографія
Населення за роками:

Станом на 31 грудня 2014 року в муніципалітеті офіційно проживало 5 іноземців з 3 країн, серед них 3 громадяни країн Євросоюзу.

## Сусідні муніципалітети
- Кондіно
- Сторо